# Algebra di Lie nilpotente
In matematica, un'algebra di Lie {\displaystyle {\mathfrak {g}}} si dice nilpotente se la sua serie centrale discendente, definita come
{\displaystyle {\mathfrak {g}}>[{\mathfrak {g}},{\mathfrak {g}}]>[[{\mathfrak {g}},{\mathfrak {g}}],{\mathfrak {g}}]>[[[{\mathfrak {g}},{\mathfrak {g}}],{\mathfrak {g}}],{\mathfrak {g}}]>\cdots }
diviene 0 dopo un certo numero finito di passaggi. Equivalentemente, {\displaystyle {\mathfrak {g}}} si dice nilpotente se
{\displaystyle \operatorname {ad} (x_{1})\operatorname {ad} (x_{2})\operatorname {ad} (x_{3})...\operatorname {ad} (x_{r})=0,}
per ogni sequenza di elementi {\displaystyle x_{i}\in {\mathfrak {g}}} abbastanza lunga, dove {\displaystyle \operatorname {ad} (x_{i})} indica l'endomorfismo aggiunto associato a {\displaystyle x_{i}}.
Conseguenza di questo è che {\displaystyle \operatorname {ad} (x)} è nilpotente (come operatore lineare) per ogni {\displaystyle x\in {\mathfrak {g}}}. Il teorema di Engel dimostra che è vero anche il viceversa. Inoltre, la forma di Killing di un'algebra di Lie nilpotente è identicamente nulla.
Ogni algebra nilpotente è risolubile. Questo fatto è spesso usato per dimostrare che una certa algebra sia risolubile, in quanto dimostrare la nilpotenza è più semplice. Il viceversa non è in generale vero.
Un'algebra di Lie è nilpotente se e solo se il suo quoziente rispetto ad un ideale contenente il centro di {\displaystyle {\mathfrak {g}}} è anch'esso nilpotente.